# Bjärnums landskommun
Bjärnums landskommun var en tidigare kommun i dåvarande Kristianstads län.

## Administrativ historik
Kommunen bildades som så kallad storkommun vid kommunreformen 1952 genom sammanläggning av de tidigare landskommunerna Norra Åkarp och Vankiva. Den fick sitt namn från Bjärnums municipalsamhälle som inrättats i Norra Åkarps landskommun 16 augusti 1918 och upplöstes 31 december 1958.
Kommunen fanns kvar till 1974 då dess område gick upp Hässleholms kommun.

Kommunkoden var 1130.

### Kyrklig tillhörighet
I kyrkligt hänseende tillhörde kommunen Norra Åkarps församling och Vankiva församling.

## Geografi
Bjärnums landskommun omfattade den 1 januari 1952 en areal av 113,56 km², varav 111,98 km² land.

### Tätorter i kommunen 1960
I Bjärnums landskommun fanns tätorten Bjärnum, som hade 2 499 invånare den 1 november 1960. Tätortsgraden i kommunen var då 55,1 procent.

## Politik

### Mandatfördelning i valen 1950-1970
| 16 | 8 | 8 | 3 |

| 34 |

| 15 | 6 | 7 | 7 |

| 32 |

| 15 | 8 | 5 | 7 |

| 35 |

| 16 | 8 | 5 | 6 |

| 35 |

| 14 | 9 | 5 |  | 6 |

| 35 |

| 15 | 10 | 4 | 2 | 4 |

| 33 |